# هوش (استان)
هِوِش (به مجاری:  Heves) یک استان مجارستان است.

## خصوصیات
هِوِش ۳٬۶۳۷٫۲۱ کیلومترمربع مساحت و ۳۰۸٬۸۸۲ نفر جمعیت دارد.

## نگارخانه

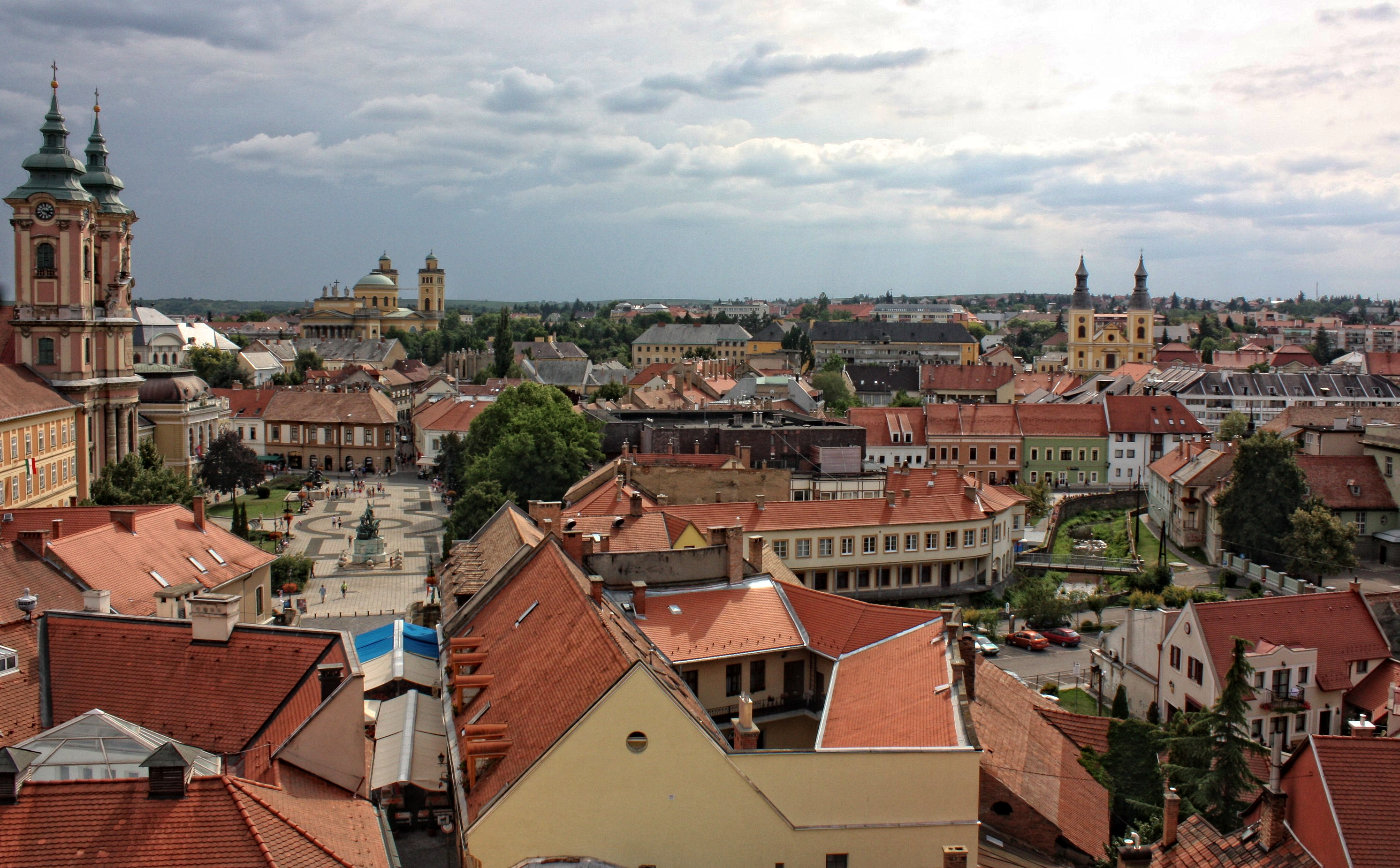
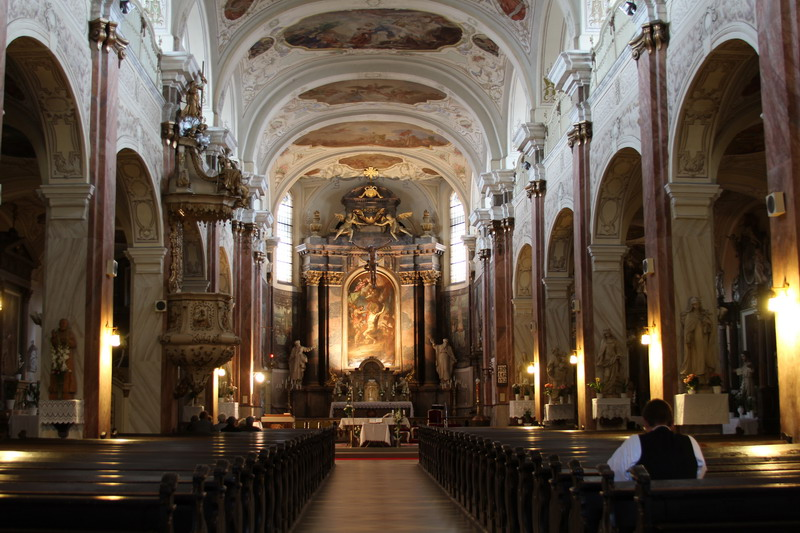
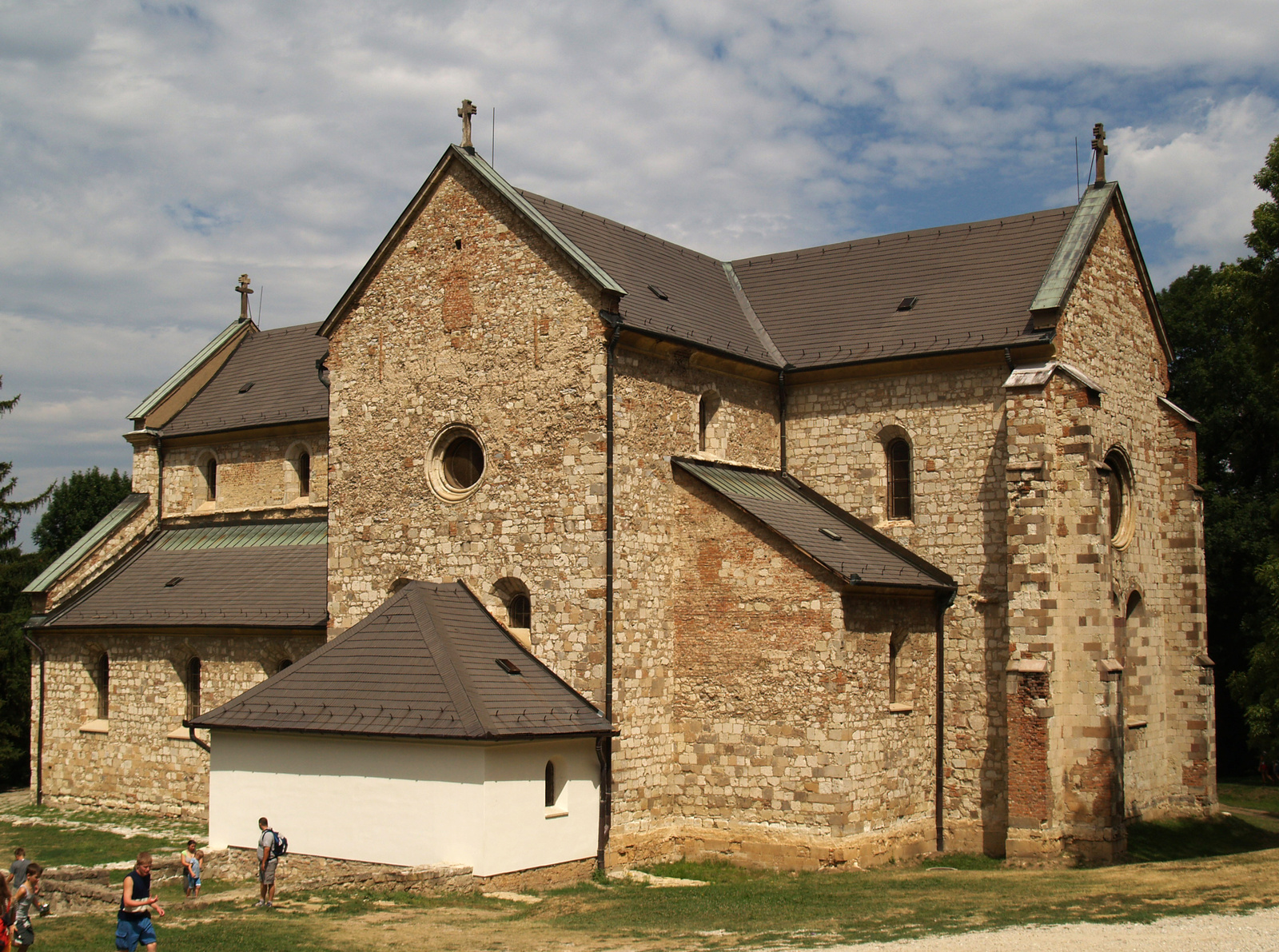
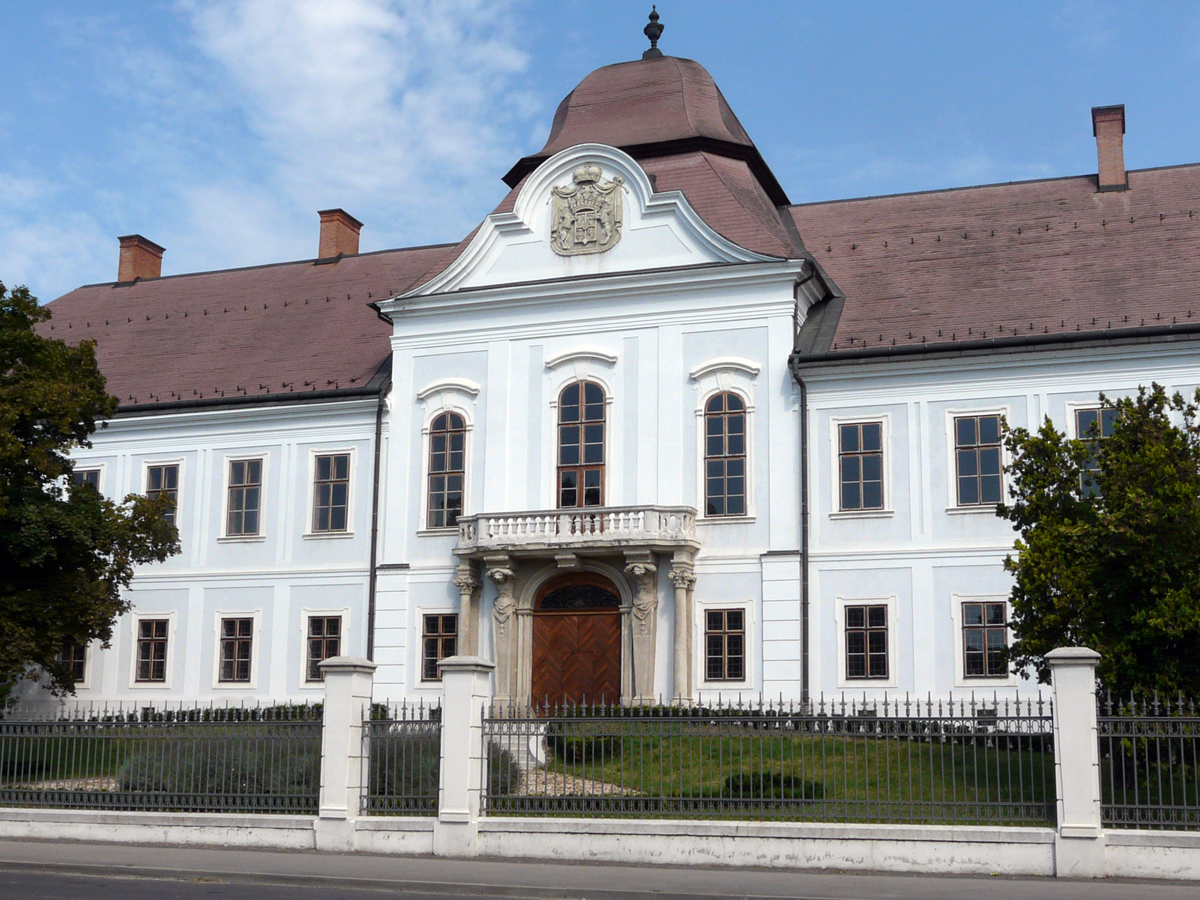
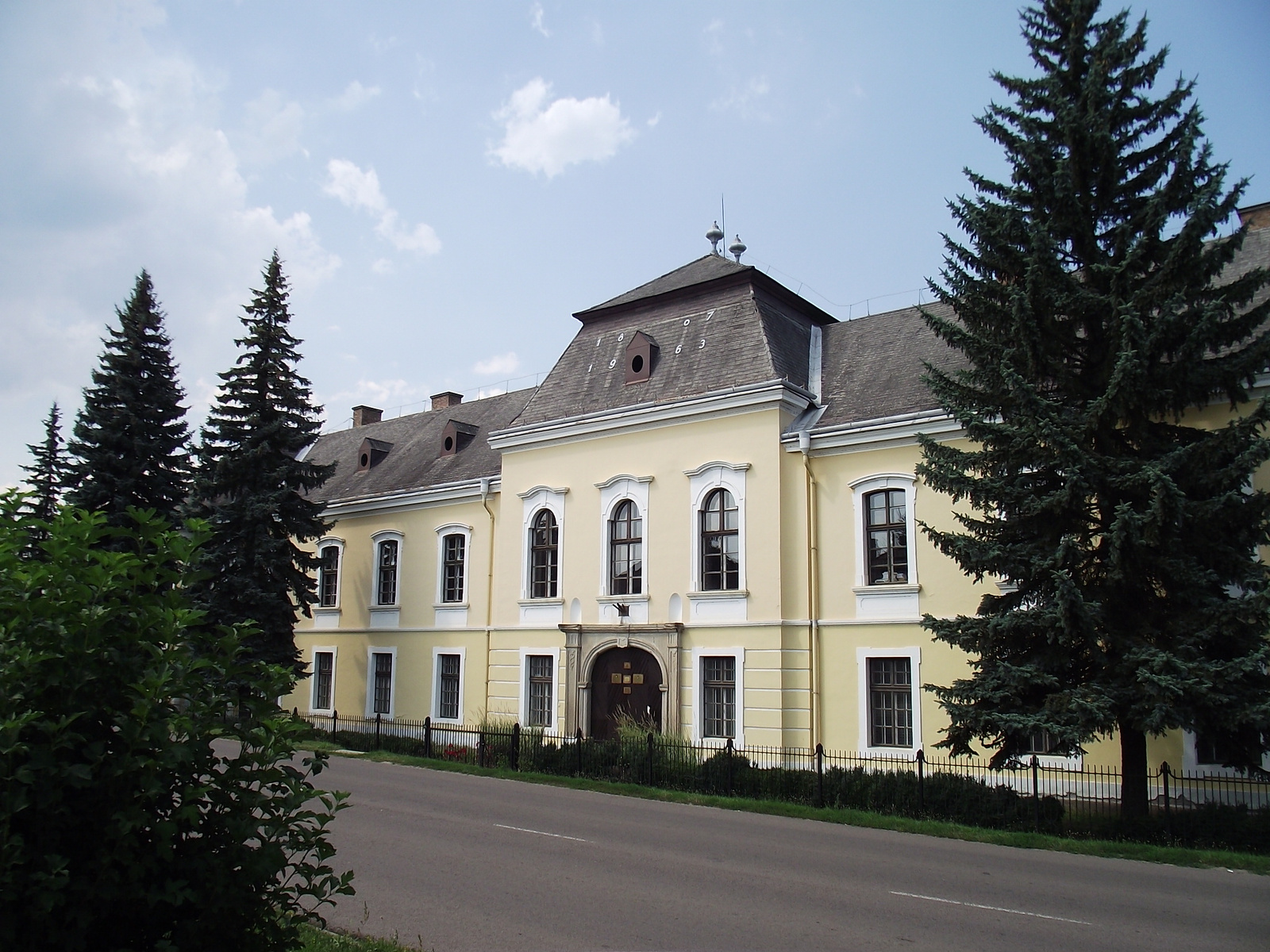
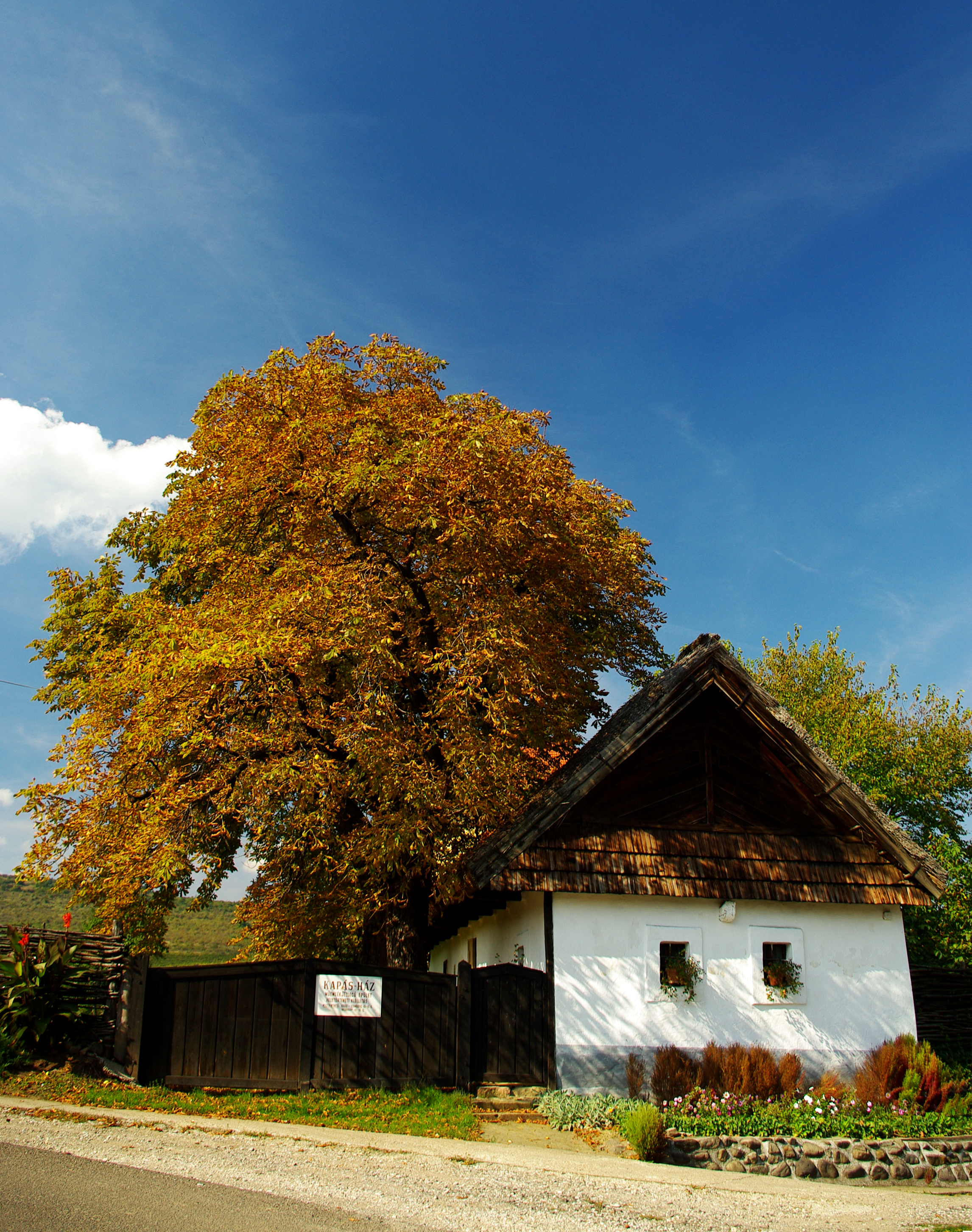